# Кадиково
Кадиково — деревня в Алнашском районе Удмуртии, входит в Байтеряковское сельское поселение. Находится в 8 км к юго-западу от села Алнаши и в 94 км к юго-западу от Ижевска.
Население на 1 января 2008 года — 99 человек.

## История
На 1914 год жители деревни Кадикова (Мукшур Новый) Елабужского уезда Вятской губернии числились прихожанами Свято-Троицкой церкви села Алнаши.
В 1921 году, в связи с образование Вотской автономной области, деревня передана в состав Можгинского уезда. В 1924 году при укрупнении сельсоветов образован укрупнённый Кадиковский сельсовет Алнашской волости в состав которого были включены 11 населённых пунктов, но уже в следующем 1925 году проведено разукрупнение сельсоветов и в составе Кадиковского сельсовета осталось только 5 населённых пунктов. В 1929 году упраздняется уездно-волостное административное деление и деревня причислена к Алнашскому району. В том же году в СССР начинается сплошная коллективизация, в процессе которой в деревне образована сельхозартель (колхоз) «имени Луначарского».
- Кириллов Яков Кириллович (1890 г.р.) — приговорен: 11 мая 1943 года. Приговор: Высылка 5 лет.
- Красильников Исак Федорович (1883 г.р.) — арестован 23 декабря 1937 года. Приговор: 10 лет.
- Мальцев Иван Павлович (1905 г.р.) — арестован 27 июля 1937 года. Приговор: 10 лет.

В 1950 году проводится укрупнение сельхозартелей колхоз «имени Луначарского» упразднён, несколько соседних колхозов объединены в один колхоз «имени Суворова». В 1954 году Кадиковский сельсовет упразднён и деревня перечислена в Кучеряновский сельсовет, а в 1964 году Кучеряновский сельсовет переименован в Байтеряковский сельсовет.
16 ноября 2004 года Байтеряковский сельсовет был преобразован в муниципальное образование «Байтеряковское» и наделён статусом сельского поселения.